# Cedryk

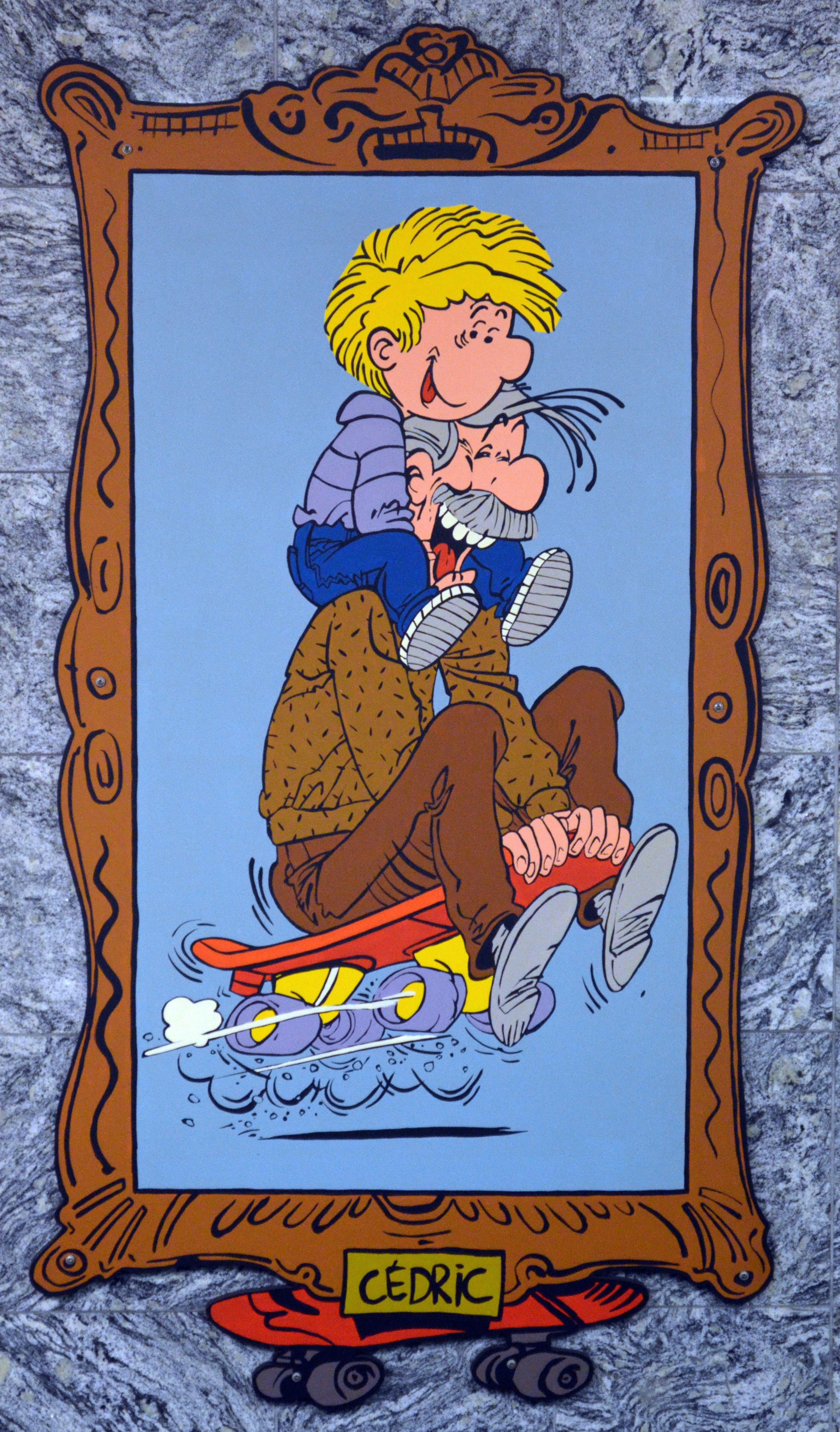
Rysunkowy portret Cedryka i jego dziadka na stacji metra Janson w Charleroi w Belgii.

Cedryk (tytuł oryginału: Cédric) – belgijska, humorystyczna seria komiksowa autorstwa scenarzysty Raoula Cauvina i rysownika Laudeca, publikowana oryginalnie po francusku od 1986 w odcinkach w czasopiśmie "Spirou" i od 1989 w formie indywidualnych albumów przez wydawnictwo Dupuis. Po polsku pierwsze trzy tomy serii ukazały się w latach 2002–2003 nakładem wydawnictwa Twój Komiks, a kolejne od 2022 publikuje Egmont Polska w wydaniach zbiorczych.

## Fabuła
Komiks opowiada o Cedryku, ośmioletnim urwisie, który niezbyt dobrze radzi sobie w szkole. Jego życie zostaje wywrócone do góry nogami, gdy w jego klasie pojawia się nowa uczennica. Jest Chinką i ma na imię Chen. Cedryk bardzo szybko się w niej zakochuje. Kilka razy próbuje wyznać jej miłość, ale nigdy mu się to nie udaje, gdyż za każdym razem na przeszkodzie staje mu jakiś problem. Ma rywala, Mikołaja, wzorowego ucznia pochodzącego z bogatej rodziny. Obok szkolnych przygód Cedryk przeżywa też wiele perypetii w domu. Mieszka z tatą, sprzedawcą dywanów, mamą, gospodynią domową (która w 17. tomie zatrudni się w piekarni), i dziadkiem ze strony mamy. Cedryk dzieli z dziadkiem różne tajemnice i mają na koncie wiele psot. Najlepszy przyjaciel Cedryka, Krystian, jest również zawsze gotowy, by mu towarzyszyć w wygłupach.

## Tomy
| Tom | Wydanie polskie                    | Wydanie oryginalne               | Uwagi                                                                                          |
| --- | ---------------------------------- | -------------------------------- | ---------------------------------------------------------------------------------------------- |
| 1   | Pierwszoklasiści (2002)            | Premières Classes (1989)         |                                                                                                |
| 2   | Zimowisko (2002)                   | Classes de neige (1989)          |                                                                                                |
| 3   | Klasa o podwyższonym ryzyku (2003) | Classe tous risques (1990)       |                                                                                                |
| 4   | Tata umie wszystko (2022)          | Papa a de la classe (1991)       | Tomy wydane po polsku w albumie zbiorczym pt. Cedryk. Tom 1. Ciepło, cieplej... zimno! (2022). |
| 5   | Co za mucha go ugryzła?! (2022)    | Quelle mouche le pique? (1992)   | Tomy wydane po polsku w albumie zbiorczym pt. Cedryk. Tom 1. Ciepło, cieplej... zimno! (2022). |
| 6   | Ciepło, cieplej... zimno! (2022)   | Chaud et froid (1993)            | Tomy wydane po polsku w albumie zbiorczym pt. Cedryk. Tom 1. Ciepło, cieplej... zimno! (2022). |
| 7   | Dziadek skater (2022)              | Pépé se mouille (1994)           | Tomy wydane po polsku w albumie zbiorczym pt. Cedryk. Tom 2. Dziadek skater (2022).            |
| 8   | Przerwana lekcja (2022)            | Comme sur des roulettes (1994)   | Tomy wydane po polsku w albumie zbiorczym pt. Cedryk. Tom 2. Dziadek skater (2022).            |
| 9   | Pasożyt kanapowy (2022)            | Parasite sur canapé (1995)       | Tomy wydane po polsku w albumie zbiorczym pt. Cedryk. Tom 2. Dziadek skater (2022).            |
| 10  | Ciasto niespodzianka (2023)        | Gâteau-surprise (1996)           | Tomy wydane po polsku w albumie zbiorczym pt. Cedryk. Tom 3. Ciasto niespodzianka (2023).      |
| 11  | Łabędzi gniew (2023)               | Cygne d'étang (1997)             | Tomy wydane po polsku w albumie zbiorczym pt. Cedryk. Tom 3. Ciasto niespodzianka (2023).      |
| 12  | Kociokwik (2023)                   | Terrain minets (1998)            | Tomy wydane po polsku w albumie zbiorczym pt. Cedryk. Tom 3. Ciasto niespodzianka (2023).      |
| 13  | Tato, chcę dostać konia! (2023)    | Papa, je veux un cheval! (1999)  | Tomy wydane po polsku w albumie zbiorczym pt. Cedryk. Tom 4. Do nogi, mówiłem! (2023).         |
| 14  | Do nogi, mówiłem! (2023)           | Au pied, j'ai dit! (2000)        | Tomy wydane po polsku w albumie zbiorczym pt. Cedryk. Tom 4. Do nogi, mówiłem! (2023).         |
| 15  | Burza domowa (2023)                | Avis de tempête (2001)           | Tomy wydane po polsku w albumie zbiorczym pt. Cedryk. Tom 4. Do nogi, mówiłem! (2023).         |
| 16  |                                    | Où sont les freins? (2002)       |                                                                                                |
| 17  |                                    | Qui a éteint la lumière? (2002)  |                                                                                                |
| 18  |                                    | Enfin seuls! (2003)              |                                                                                                |
| 19  |                                    | On se calme! (2004)              |                                                                                                |
| 20  |                                    | J'ai fini! (2005)                |                                                                                                |
| 21  |                                    | On rêvasse? (2006)               |                                                                                                |
| 22  |                                    | Elle est moche! (2008)           |                                                                                                |
| 23  |                                    | Je veux l'épouser! (2009)        |                                                                                                |
| 24  |                                    | J'ai gagné! (2010)               |                                                                                                |
| 25  |                                    | Qu'est-ce qu'il a? (2011)        |                                                                                                |
| 26  |                                    | Graine de star (2012)            |                                                                                                |
| 27  |                                    | C'est quand qu'on part ? (2013)  |                                                                                                |
| 28  |                                    | Faux départ! (2014)              |                                                                                                |
| 29  |                                    | Un look d'enfer! (2015)          |                                                                                                |
| 30  |                                    | Silence, je tourne! (2016)       |                                                                                                |
| 31  |                                    | Temps de chien! (2017)           |                                                                                                |
| 32  |                                    | C'est pas du jeu! (2018)         |                                                                                                |
| 33  |                                    | Sans les mains (2019)            |                                                                                                |
| 34  |                                    | Couché, sale bête! (2021)        |                                                                                                |
| 35  |                                    | Trop tôt pour toi, gamin! (2022) |                                                                                                |
| 36  |                                    | Transport à risques (2024)       |                                                                                                |

## Ekranizacja
Na podstawie komiksu powstał francuski serial animowany pt. Cedric, emitowany przez telewizję France 3 w latach 2001–2002, a w Polsce przez TVP1 w latach 2002–2003.